# Lẩu cua đồng

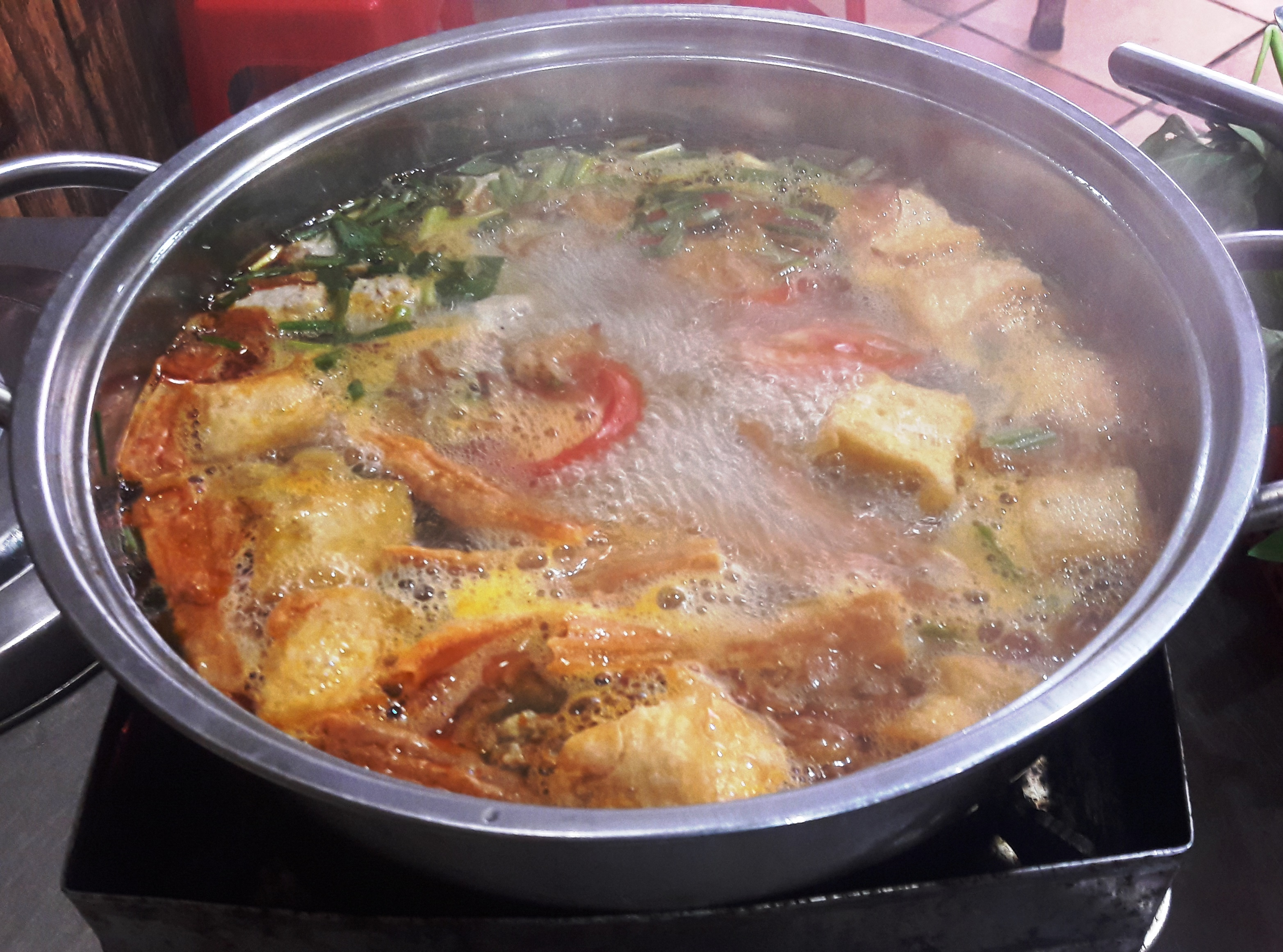
Một nồi lẩu cua phổ biến khi chưa nhúng bánh đa đỏ. Khi ăn lẩu, thực khách sẽ tự nhúng bánh đa đỏ đã được chủ quán chuẩn bị sẵn. Đây là điểm khác nhau cơ bản khi ăn món bánh đa cua đồng và lẩu cua đồng kiểu Hải Phòng.

Lẩu cua đồng như tên gọi của nó là một món lẩu với thành phần nguyên liệu chủ đạo là cua đồng. Cua đồng vốn là một nguồn thực phẩm dân dã, rất phổ biến trên khắp Việt Nam. Tuy nhiên thành phần dinh dưỡng trong cua đồng rất phong phú, đặc biệt là calci. Bởi vậy, mỗi vùng miền Việt Nam lại có những cách chế biến riêng theo tùy theo khẩu vị.
Lẩu cua đồng theo phong cách ẩm thực Hải Phòng có thể xem là phiên bản đặc sắc nhất của món lẩu này do đây là địa phương mà người dân đặc biệt ưa thích những món ăn chế biến từ cua (gồm cả cua đồng và cua bể). Món lẩu này hiện đã vượt khỏi biên giới Hải Phòng để du nhập tới địa phương khác như Hà Nội và được nhiều thực khách nơi đây đón nhận. Lẩu cua đồng kiểu Hải Phòng được nhiều người xem là một biến thể mang nhiều tính hiện đại và phong phú của món bánh đa cua đồng vốn rất phổ biến. Lẩu cua đồng theo đúng phong cách ẩm thực Hải Phòng thường có bánh đa đỏ (loại sợi tươi nói chung được ưa thích hơn sợi khô), chả lá lốt, chả cá thu kiểu Hải Phòng, chả viên chiên vàng kiểu Hải Phòng, giò sống, lòng non, sườn non, thịt bò thăn, đậu phụ và rau mùng tơi.

## Thành phần nguyên liệu
Để có món lẩu cua đồng đúng theo khẩu vị Hải Phòng thì ngoài những nguyên liệu không thể thiếu để tạo nên món lẩu thông thường còn cần một số thành phần nguyên liệu đặc trưng hay đồ nhúng như cua đồng (dùng chế nước lèo), chả cá thu (chế biến theo kiểu Hải Phòng), giò sống, lòng non (lợn), thịt bò, đậu phụ, trứng vịt lộn, thịt nấm, rau chuối, rau mùng tơi và đặc sản bánh đa đỏ của Hải Phòng.

## Cách thức chế biến
Cua đồng được đem rửa sạch, giã nhuyễn, rồi lọc kỹ lấy nước, cho vào nồi đun. Tiếp đó, trút nước linh cua ra nồi lẩu và nêm các gia vị cần thiết dùng cho món lẩu. Công đoạn chế biến nước cốt cua đồng về cơ bản không khác như khi chế biến nước dùng cho món bánh đa cua.
Các đồ nhúng đặc trưng trong món lẩu cua đồng thường là chả cá (theo cách chế biến của ẩm thức Hải Phòng), giò sống, lòng non của lợn, thịt bò, đậu phụ, trứng vịt lộn, thịt nấm, rau chuối, rau mùng tơi và đặc sản bánh đa đỏ.

## Du nhập
Hiện nay, nhiều nhà hàng chuyên chế biến các món lẩu tại Hải Phòng đã mở thêm chi nhánh tại Hà Nội để tiện cho nhiều thực khách nơi đây muốn thưởng thức món lẩu cua đồng đúng theo phong cách ẩm thực đất Cảng nhưng không phải đi xa.

## Hình ảnh

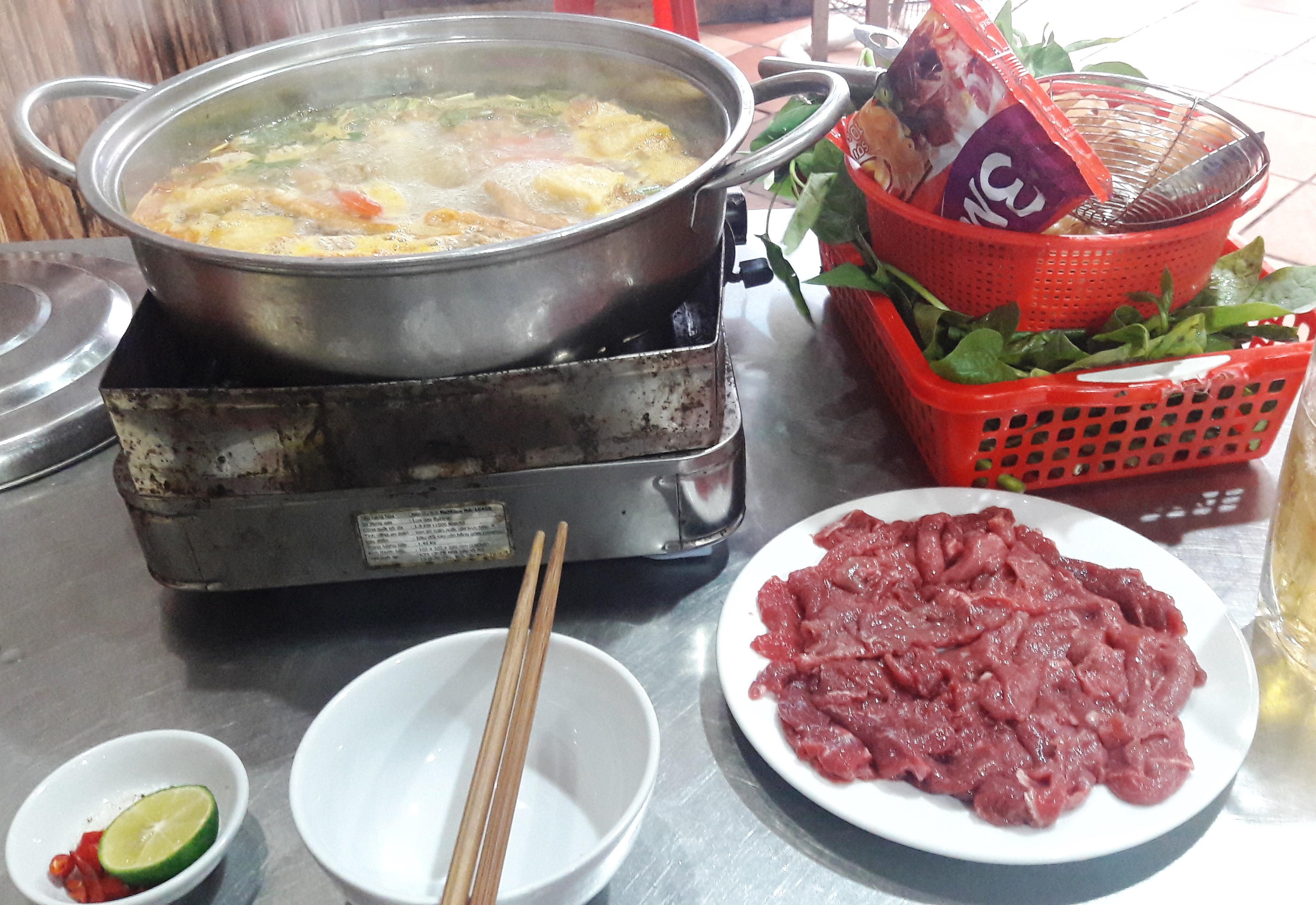
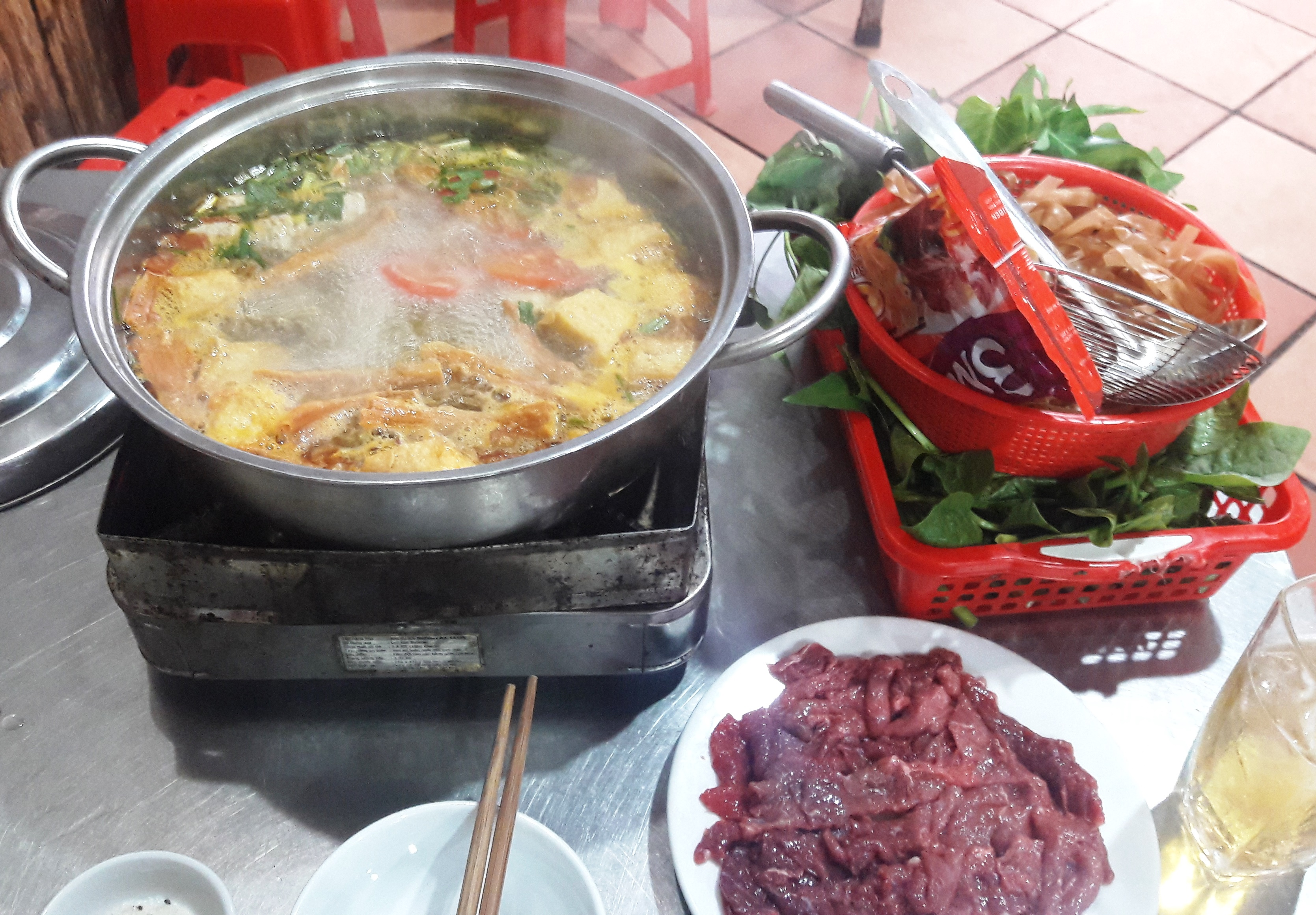
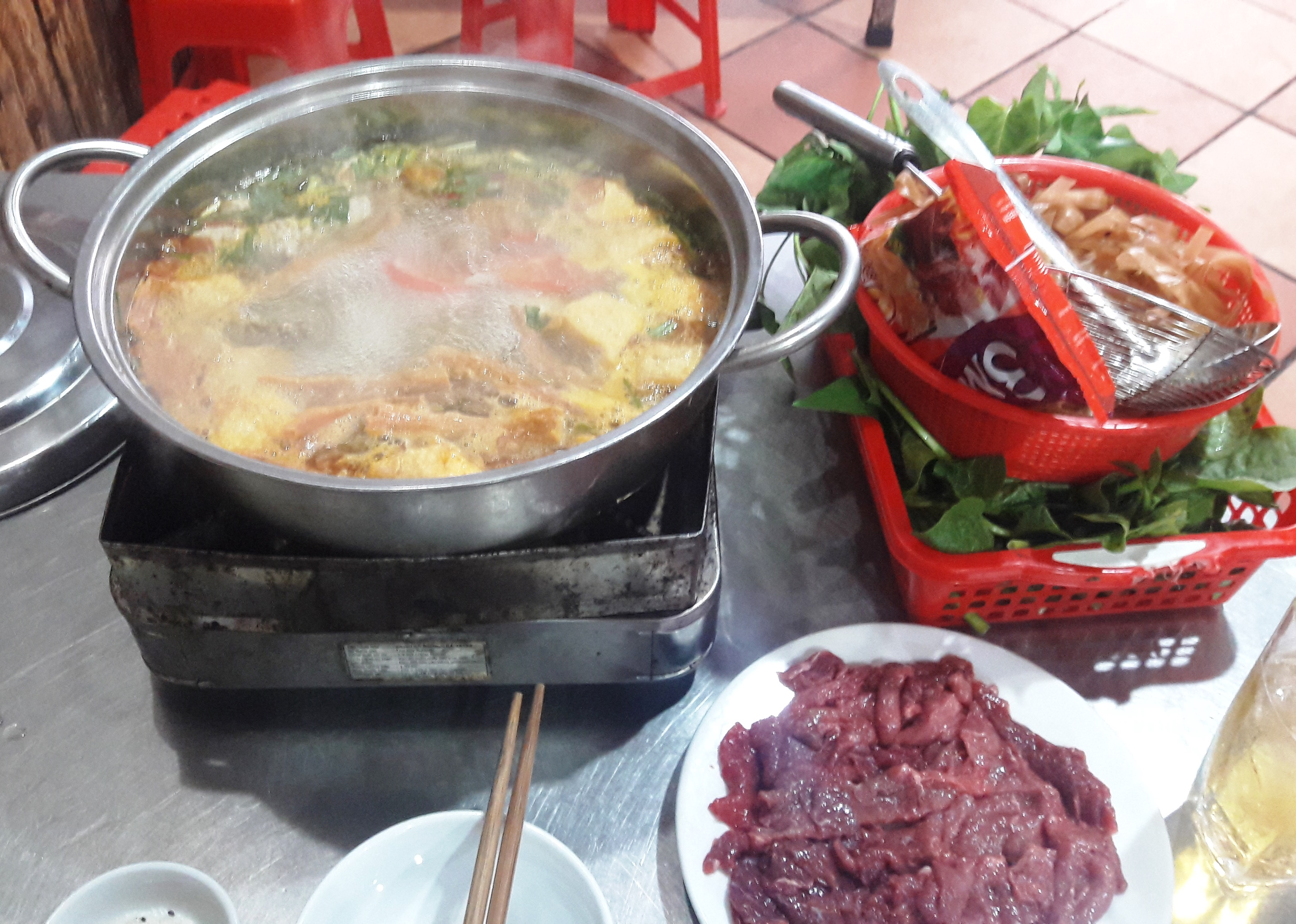
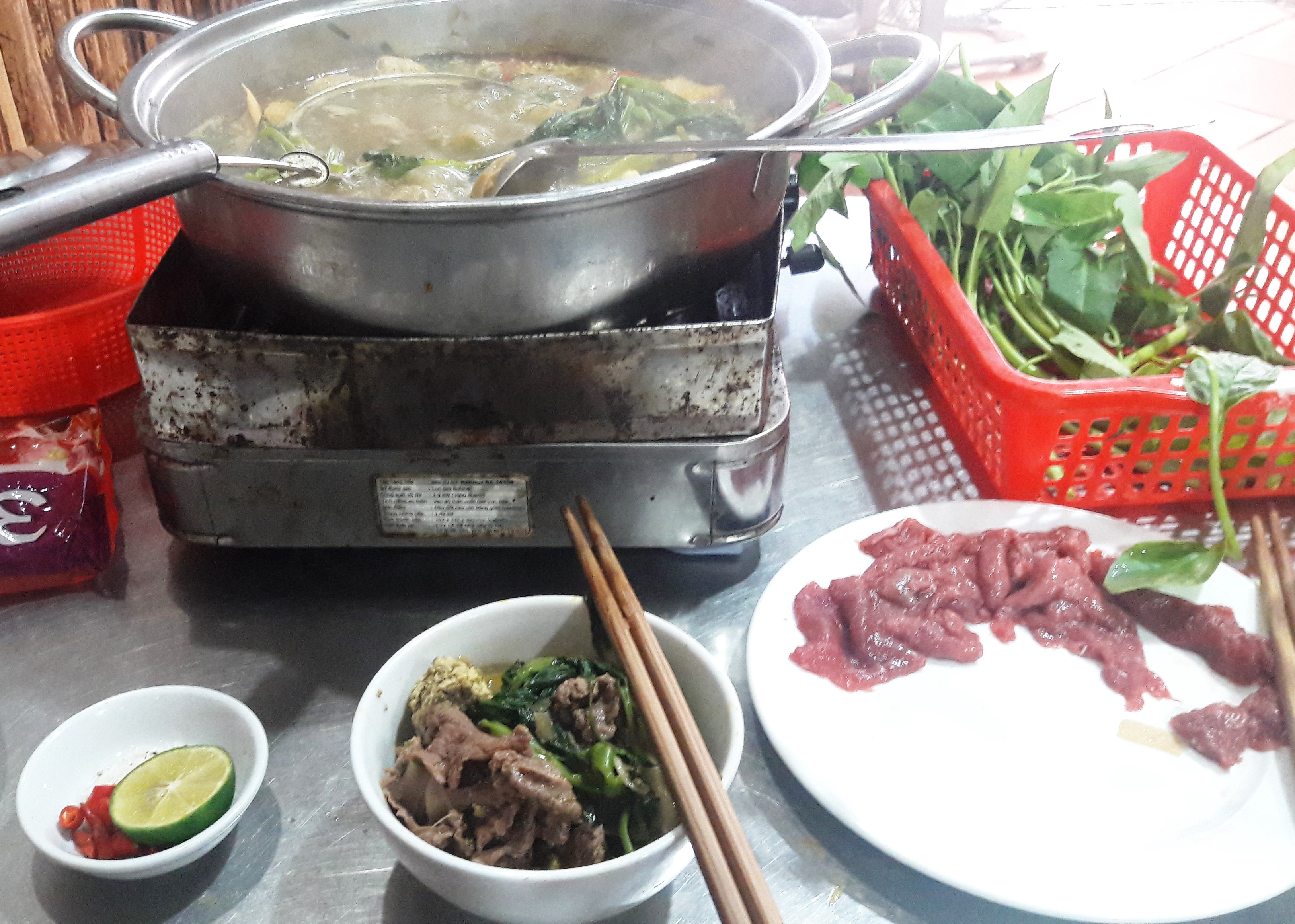